# Lukas Hellum Lilleengen
Lukas Hellum Lilleengen (* 15. November 2000 in Meyrin, Schweiz) ist ein norwegischer Tennisspieler.

## Karriere
Hellum Lilleengen spielte bis 2018 auf der ITF Junior Tour. Dort konnte er mit Rang 219 seine höchste Notierung in der Jugend-Rangliste erreichen. Er konnte dabei eine Handvoll Turniere auf der zweithöchsten Turnierebene spielen – ohne größeren Erfolg. 2018 wurde er norwegischer Meister im Doppel.
Bei den Profis spielte Hellum Lilleengen ab 2019 ausschließlich auf der drittklassigen ITF Future Tour, wo er im Einzel bislang einmal ein Viertelfinale erreichen konnte; im Doppel stand er einmal im Finale. In beiden Konkurrenzen war er in der Weltrangliste außerhalb der Top 1000 platziert. Der einzige Auftritt außerhalb von Futures fand Anfang 2022 statt, als er Teil des norwegischen Teams war, das beim ATP Cup antrat. Bei seiner ATP-Tour-Premiere spielte er im Doppel ein Match, das verloren ging. Bereits ein Jahr zuvor kam Hellum Lilleengen im unbedeutenden vierten Match gegen Barbados für die norwegische Davis-Cup-Mannschaft zum Einsatz.